# クライゼン縮合
クライゼン縮合（クライゼンしゅくごう、英: Claisen condensation）は2分子のエステルが塩基の存在下に縮合反応してβ-ケトエステルを生成する反応である。本反応を1881年に初めて報告したライナー・ルートヴィッヒ・クライゼンに因んで命名された。
最近、ルイス酸（TiCl4 - Bu3N or -Et3N ）を用いる初めての方法が報告されている。これは従来の塩基法に比べ強力であり、低温・高速・高収率で、交差型反応も可能である。　

## 反応機構
1. エステルのカルボニル基のα位の水素が塩基により引き抜かれエノラートが発生する。
2. このエノラートのα位炭素が、もう1分子のエステルのカルボニル基に求核付加する。
3. アルコキシ基が脱離してカルボニル基が再生し、β-ケトエステルとなる。

| Animation zum Reaktionsmechanismus der Claisen-Kondensation |

## ディークマン縮合
分子内に2つのエステル結合を持つ分子では、分子内でクライゼン縮合が進行し環状のβ-ケトエステルを生成する。
この反応は特にディークマン縮合または、ディークマン環化と呼ばれる。
ルイス酸（TiCl4 – Et3N）を用いて高濃度で行える，強力な大環状 17 員環の合成反応が報告されている。

## シュトッベ縮合
シュトッベ縮合 (Stobbe condensation)は、それほど強くない塩基を使ってコハク酸のジエチルエステルを特異的に修飾する反応である。例えば、ベンゾフェノンとの反応がある。
反応機構は、ラクトン中間体 (5) を介してカルボン酸が生成すると説明される。